# Fabbrica Rotabili Avantreni Motori
La FRAM, acronimo di Fabbrica Rotabili Avantreni Motori, nacque nel 1905 come nuova denominazione della Cantono, fondata a sua volta nel 1904.

## Storia
Eugenio Cantono è l'inventore del primo avantreno elettrico e nel 1904 fondò la Cantono Avantreni S.A. per la produzione della sua invenzione e più di una casa automobilistica la acquistò.
Sull'onda del successo ottenuto Cantono decise di ampliare la produzione dal solo avantreno a quella di vetture elettriche complete; conseguentemente nel 1905 fonda a Roma la FRAM che praticamente è solo un cambio della denominazione sociale dell'azienda precedente.
La sede restò a Roma fino al 1906 quando l'azienda cambierà nuovamente denominazione in SALR (Società Anonima Ligure Romana), spostando la sede a Genova ma conservando la produzione nella capitale; restò attiva poi fino al 1914 con l'inizio della prima guerra mondiale.